# Томпош, Катя
Катя (Каталин) Томпош (венг. Tompos Kátya; 13 марта 1983, Будапешт — 31 мая 2024) — венгерская актриса и певица, лауреат премии имени Мари Ясаи.

## Биография
Её отец Карой Томпош — инженер-энергетик, учился в Советском Союзе, и в 1982 году находился в командировке в Москве. Там он познакомился с Валентиной Сигельниковой, на которой женился. После окончания его командировки они переехали в Будапешт, где родилась Катя (Каталин).
С 6 лет, после смерти мужа, мать воспитывала дочь одна. С 1995 по 2001 год Катя училась в средней школе имени Серба Антала и занималась в студии актёрского мастерства Маргит Фёльдесси. В 2005 году окончила музыкальный факультет Университета театрального и киноискусства в классе Имре Кереньи. Играла в Театре Аттилы Йожефа (2005—2007), Театре Барки (2007—2008) и в Национальном театре с 2008 по 2018 год.
Получила всенародное признание, сыграв главную роль в передаче-аудиосказке на радиостанции Vacka Radio. В ноябре 2013 года вышел её первый сольный альбом под названием Across Europe с песнями на английском, французском, болгарском, венгерском и русском языках, написанными Робертом Хруткой.
Умерла от рака 31 мая 2024 года. Похоронена на участке 31 кладбища Фаркасрети.

## Роли в театре
Сыграла более 30 театральных ролей. В том числе:
- Антон Павлович Чехов: Чайка — Маша; Нина
- Антон Павлович Чехов: Медведь — Попова
- Александр Николаевич Островский: Гроза — Катерина
- Максим Горький: На дне – Настя, девица
- Леонид Зорин: Варшавская мелодия — Хельга
- Еврипид: Орест — Гермиона
- Уильям Шекспир: Сон в летнюю ночь — Хелен
- Уильям Шекспир: Как вам это понравится — Розалинда
- Уильям Шекспир: Троил и Крессида — Крессида
- Жан Расин: Аталия — Суламифь, сестра Захарии
- Фридрих Шиллер: Дон Карлос — Королева
- Бертольт Брехт — Курт Вайль: Трёхгрошовая опера — Полли

## Избранная фильмография
Снималась в фильмах:
- 7. Оливер (VII. Olivér; 2001)
- Декамерон 2007 (Decameron 2007; 2007)
- В кого пошёл этот ребенок? (Kire ütött ez a gyerek?; 2007)
- Типа Америка 2 (2008)
- Многоженец (Полигамия; 2009)
- Волшебные ребята (2009)
- Вопрос в деталях (Köntörfalak; 2010)
- Моя жена, моя женщина, моя девочка (Nejem, nõm, csajom; 2012)
- Каминг-аут (2013)
- Всегда с тобой (2014)
- Типа Америка 3 (2018)
- Сейчас есть сейчас (2019)

## Альбомы
- По Европе (2013)
- Лунная походка (2017)

## Награды
- Премия имени Эржи Мате (2005)
- Премия Гунделя в области искусств (2009)
- Премия Junior Prima Award – категория «Венгерское театральное и киноискусство» (2010)
- Премия имени Ясаи Мари (2014)
- Премия Эвы Сёреньи (2014)
- Золотая медаль (2014) – Лучшая венгерская актриса (Приз зрительских симпатий)
- Фестиваль Видор ― Премия за лучшую женскую роль (2019)
- New York Film Awards – Лучшая актриса (2022)
- Почётная гражданка Будапешта (2024, посмертно).